# Єфіменко В'ячеслав Олександрович
В'ячесла́в Олекса́ндрович Єфі́менко (нар. 21 серпня 1977 — пом. 30 січня 2015) — солдат Збройних Сил України, учасник російсько-української війни.

## Життєпис
Закінчив Обухівську ЗОШ, проживав з родиною в м. Обухові.
У часі війни — солдат 1-ї роти 25-го окремого мотопіхотного батальйону. З вересня 2014 року у складі батальйону перебував у зоні бойових дій.
Загинув 30 січня 2015 року в боях за Дебальцеве під час мінометного обстрілу з боку російських збройних формувань поблизу села Рідкодуб.
Ідентифікований серед полеглих за експертизою ДНК.
1 травня 2015 року громада Обухова провела В'ячеслава в останній путь.
Лишилися мати — Любов Степанівна, батько — Олександр Іванович, сестра Вікторія, дружина, двоє донечок — Олена 1998 р.н. та Єва 2010 р.н.

## Нагороди та вшанування
- Указом Президента України № 76/2016 від 1 березня 2016 року, «за особисту мужність і високий професіоналізм, виявлені у захисті державного суверенітету та територіальної цілісності України, вірність військовій присязі», нагороджений орденом «За мужність» III ступеня (посмертно)[2].
- Нагороджений медаллю «За оборону рідної держави» (посмертно).
- 18 травня 2015-го в Обухівській ЗОШ ім. А. С. Малишка відкрито меморіальні дошки випускникам В'ячеславу Єфіменку та Кирилу Забєліну.
- Вшановується в меморіальному комплексі «Зала пам'яті», в щоденному ранковому церемоніалі 30 січня[3][4].